# Канадска гуска
Канадска гуска (лат. Branta canadensis) је врста дивље гуске из рода Branta. Иако пореклом из Северне Америке, канадске гуске су први пут уведене у Европу у 17. веку. На британско острво су донесене 1665. године где се данас размножава 82.000 ових птица.

## Опис
Црна глава и врат са белом траком испод браде одликују канадску гуску, издвајајући је по изгледу од осталих из свог рода, осим белолике гуске. Постоји седам подврста ових гусака које се разликују по величини и распореду шара на перју, али се све оне распознају као једна врста. Неке од мањих врста се теже могу препознати, тако да је најмања од њих Branta hutchinsii недавно класификована у засебну врсту.
Ове птице су дугачке од 76 до 110 центиметара и имају распон крила од 127 до 180 cm. Мужјаци типично теже између 3.2 и 6.5 килограма, и веома су агресивни када бране територију. Женке су изгледом идентичне иако су за 10% мање од мужјака и теже од 2.5 до 5.5 килограма и оглашавају се другачијим звуком. Необично велик примерак мужјака подврсте B. c. maxima је тежио 10.9 килограма и имао распон крила од 2.24 метара. Животни век канадских гусака у дивљини износи између 10 и 24 године.

## Распрострањеност и станиште
Канадске гуске су родом из Северне Америке. Размножавају се на разноврсним стаништима у Канади и северном делу САД. Гнездо је најчешће смештено на повишеном терену близу воде, понекад на кућици америчког дабра. Јаја су положена на плитком улегнућу у реду са биљним материјалом и паперјем од којих је гнездо саграђено. Велика језера су место окупљања огромног броја јата канадских гусака.
До почетка 20. века, прекомерни лов и губитак природног станишта у касним 1800-тим и раним 1900-тим годинама је исходило алармантним опадањем у популацији ових птица. Џиновска врста, једна од подврста, се 50-их година прошлог века веровала да је изумрла, све док, 1962. године није откривено мало јато које је зимовало близу Рочестера, у америчкој држави Минесоти. Од тада је њихов број у порасту захваљујући меродавним законима лова и опоравку природног станишта. Неке локалне популације, посебно оне од подврсте occidentalis су можда још у опадању.
Задњих година, у неким областима је број канадских гусака чак и превише порастао, толико да се сматрају штеточинама (због бактерија у измету и буке коју производе).
У Ванкуверу их има у приобаљу и по парковима где се шетају слободно.